# Историческая антропология
Историческая антропология (др.-греч. ἱστορία — расспрашивание, исследование; ἄνθρωπος — человек; λόγος — «наука») — направление познания социокультурной истории человечества с помощью методов исторической, антропологической наук и кросс-культурных исследований.
Если охарактеризовать антропологически ориентированную историю как определенный подход, то можно выделить следующие его признаки:
- междисциплинарность, активный диалог как с другими науками (антропологией, социологией), так и между разными отраслями исторического знания (социальная, экономическая, политическая история объединяются вокруг понятия «культура»);
- преимущественное внимание к межличностному и межгрупповому взаимодействию;
- взгляд на происходящие процессы с позиции их участников (или жертв);
- изучение всех видов социальных практик, рутины и повседневности на всех уровнях и во всех проявлениях (от поведенческой культуры до культуры политической)

## Появление исторической антропологии
Новым качеством исторической науки, как и в многих других смежных науках в 1960—1990-е годы, стало обращение к антропологии. Значение культуры начало использоваться исследователями по-новому, куда в более расширенном смысле. Во Франции, США и Великобритании ученые переняли идеи антропологии, выработали новый подход, ныне известный под названием исторической антропологии.
В это же время наметился переход от объективных показателей к вопросу о том, как само событие переживалось. Этот переход был характерен для целого поколения историков. Спрос на антропологию объясняется тем, что междисциплинарные, как и межкультурные контакты, очень легко находят совместимость друг с другом. В сторонней, как кажется на первый взгляд, культуре, как правило, интересны идеи или практики, имеющие сходство с родной культурой, нечто родное и чужое одновременно. В итоге, сравниваемые культуры становятся ещё более подобны. Именно теория и практика исторической антропологии помогли группе историков продвинуться по тому пути, на котором они уже стояли.
Сам парадокс заключается в том, что историки, изучая чужие народы, открыли для себя символическое измерение повседневности, которое все время было рядом.
В итоге множество идей классиков антропологии помогли историкам решить целый ряд проблем.
Появление исторической антропологии относится примерно к 1970-м годам. До этого времени, в большинстве случаев, историческая наука изучала явления массовые. Важными исследованиями считались работа с социально-экономическими явлениями и все, что можно посчитать. Активно применялась клиометрика, совокупность математических и статистических методов в исследованиях историков. Однако после 1940-х годов выяснилось, что за явлениями массового характера исчез сам человек, и история оказалась наукой без живых людей. Также, на фоне крушения колониальных империй и ухода в прошлое европоцентристского взгляда, стали вырабатываться новые подходы. Возраставшее влияние социальной антропологии и культурной антропологии привели к тому, что в Европе и Америке, начиная с 1960—1970-х годов, появляются многие выдающиеся новаторские работы, для которых со временем и появляется термин «историческая антропология».
Как отмечает проф. Юрий Зарецкий: "Для российского историка «антропологический поворот», безусловно, в первую очередь ассоциируется с именем А.Я. Гуревича: его книгами, основанным им вместе с Ю.Л. Бессмертным ежегодником «Одиссей», большой серией инициированных Гуревичем переводов французских историков «школы "Анналов"», работой в Институте всеобщей истории РАН семинара по исторической антропологии".

## Школа «Анналов»
Школа «Анналов» была основана М. Блоком и Л. Февром. Французский вариант исторической антропологии выделяется тем, что предметом исторической антропологии является история ментальностей. Основной задачей пересмотра классической исторической науки того времени является рассмотрение поведенческих структур, которые можно увидеть в речи, жестах, в повседневной жизни людей. Помимо этого, школа Анналов подчеркивает тесную связь между антропологией и опытом историков.
Классическими примерами французской исторической антропологии являются книги «Короли-чудотворцы» Марка Блока, «Монтайю, окситанская деревня (1294—1324)» Эммануэля Ле Руа Ладюри. 
Монография Ле Руа Ладюри основана на материалах инквизиторского процесса. Инквизиторы заинтересовались жителями небольшой горной деревни Монтайю из-за того, что на соседних территориях была распространена «альбигойская ересь». Пытаясь выявить еретиков, инквизиторы как раз интересовались подробностями повседневной жизни, быта крестьян. Таким образом, Ле Руа Ладюри, изучая записи инквизиторов, смог воссоздать быт этих крестьян. Среди затронутых аспектов можно назвать повседневную работу, социальные связи, семью, сексуальные отношения и наконец досуг этих людей, и в конце концов, получается интересная взвешенная история повседневной жизни. Историк действует как антрополог, который как будто сам имеет возможность проводить беседы с этими людьми.

## Британская историческая антропология
В 1960—1970-е, в своем зарождении и развитии, британская историческая антропология была представлена прежде всего такими историками как Кит Томас, Питер Бёрк, а также работами Э. П. Томпсона 1970—1980-х годов. В подходе британских ученых к исторической антропологии есть некоторые особенности. Питер Бёрк в своей книге «Историческая антропология Италии начала нового времени» уделяет особое внимание историкам, работающим в ключе не общих тенденций, а, наоборот, исследующих частные случаи. Также в центр внимания попадают малые сообщества. Выясняется, что за счет увеличения масштаба и ограничения его действия появляется куда большая точность и достоверность получаемой информации. Бёрк особо подчеркивает символизм повседневной жизни, ритуалы, манеры, этикет. Бёрк, будучи известным и авторитетным историографом, также акцентирует внимание на влиянии междисциплинарного похода в формировании исторической антропологии.

### Возвращение Мартена Герра
В этой работе, которая была издана в 1983 году, Натали Земон Дэвис исследует жизнь французской крестьянской семьи в XVI веке. Мартен Герр внезапно покидает свою семью. Спустя некоторое время в этой деревне появляется человек, который представляется именем Мартена Герра, в действительности будучи самозванцем. Некая комичность заключается в том, что в отсутствие паспортной или любой другой бюрократической системы, ни жена, ни родственники оказываются не в состоянии обнаружить обман и только спустя несколько лет в их головах начинают зарождаться сомнения. Начинается судебный процесс и именно в этот момент в деревне появляется настоящий Мартен Герр. Он долго путешествовал, воевал и затем вернулся в родные края. Самозванец же был осужден и отправлен на виселицу. В данной работе помимо описания курьезного случая исследуется феномен самозванчества, очень удачно вписанный Натали Земон Дэвис в контекст особенностей семейной и хозяйственной жизни крестьян XVI века.

## Микроистория
В 1970-х годах в Италии получает развитие течение, названное микроистория. Итальянские ученые К. Гинзбург, Дж. Леви, Э. Гренди формулируют свой подход, очень похожий на подход исторической антропологии. Микроистория воспринимается как попытка увести исследования из под крыла социальной истории, пользующейся количественными данными, в сторону антропологии, оставляющей место простому человеку. Микроистория чем-то очень схожа с историей быта, но по ряду критериев сильно отличается от неё, в особенности когда вырабатывает собственные методы, выступая за многообразие охвата и средств описания эмпирического материала.

### Сыр и черви
В 1976 году была издана работа К. Гинзбурга «Сыр и черви». Основной проблемой этой работы был заявлен вопрос о связях ученого мира, книжной культуры и быта простых людей. Главный объект исследования — мельник, родившийся в Италии XVI века, по прозвищу Меноккио. Он несколько отличался от своих коллег того времени: был грамотен и собирал все книги, какие ему только попадались. Его разговорчивость, богатое воображение и любознательность сыграли с ним злую шутку: один из его собеседников сдал его в руки инквизиции. За этим последовали несколько инквизиционных процессов, и в итоге он был сожжен в 1600 году.

## Новая культурная история
Многообразие исследовательских подходов, очень схожих с подходами исторической антропологии, имеют общее название «Новая культурная история». Она появляется в США в 1980-х годах. Один из основателей «Новой культурной истории» — Роберт Дарнтон. Основная специфика его подхода заключается в использовании эффекта «отстранения», когда изучаемый объект умышленно исследуется как «чужой». Совокупные успехи «Новой культурной истории» последних трех десятилетий признаются одними из наиболее значительных в современной историографии. Ведущими представителями этого направления являются: Натали Земон Дэвис, Жак Ле Гофф, Кит Томас, Питер Бёрк.